# Pénélée
Dans la mythologie grecque, Pénélée ou Pénéléos (en grec ancien Πηνέλεως / Pênéleôs, en latin Peneleus), fils d’Hippalcimos,, est roi de Thèbes. Il est l’un des chefs béotiens lors de la guerre de Troie.

## Mythe
Apollodore compte Pénélée parmi les Argonautes et les prétendants d’Hélène.
Après la mort de Thersandre en Mysie, Pénélée est choisi pour devenir roi de Thèbes, car Tisamène, le fils de Thersandre, est trop jeune pour régner.
Dans l’Iliade, Homère décrit deux combats auxquels Pénélée participe. Au cours du premier, il attaque Acamas avec sa lance, mais celui-ci évite le coup et c’est Ilionée qui la reçoit au travers du crâne. Pénélée le décapite ensuite et arbore sa tête pour effrayer, avec succès, les Troyens. Au cours du deuxième, il combat à l’épée contre Lycon, et réussit à lui enfoncer la sienne dans le cou.
Homère raconte plus tard un épisode au cours duquel Pénélée fuit la bataille, Polydamas lui ayant transpercé l’épaule de sa lance.
Par la suite, Pénélée est tué par Eurypyle, fils de Télèphe,. Il fut très regretté par les guerriers grecs, qui dressèrent un tombeau en son honneur.
Chez d’autres auteurs cependant, il est encore vivant lorsque les Grecs construisent le cheval de bois, et il fait partie des chefs qui montent à l’intérieur de celui-ci. Une fois dans la ville, il tue Corèbe. 
Selon Pausanias, il a un fils nommé Opheltès.